# Kim Ji-hyeon
Kim Ji-hyeon (kor. 김지현; * 22. Juli 1996) ist ein südkoreanischer Fußballspieler.

## Karriere
Kim Ji-hyeon erlernte das Fußballspielen in der Schulmannschaft der Jeju Jeil High School sowie in den Universitätsmannschaften der Inje University und der Halla University. Seinen ersten Vertrag unterschrieb er 2018 beim Gangwon FC. Der Verein aus Gangwon-do, einer Provinz im Nordosten von Südkorea, spielte in der höchsten südkoreanischen Liga, der K League 1. Bisher absolvierte er 45 Erstligaspiele und schoss dabei 14 Tore.

## Auszeichnungen
- K League 1: Nachwuchsspieler des Jahres 2019